# Tózar
Tózar es una localidad y pedanía española perteneciente al municipio de Moclín, en la provincia de Granada, comunidad autónoma de Andalucía. Está situada en la parte oriental de la comarca de Loja. A ocho kilómetros del límite con la provincia de Jaén, cerca de esta localidad se encuentran los núcleos de Limones, Alcalá la Real, Colomera y Benalúa de las Villas.

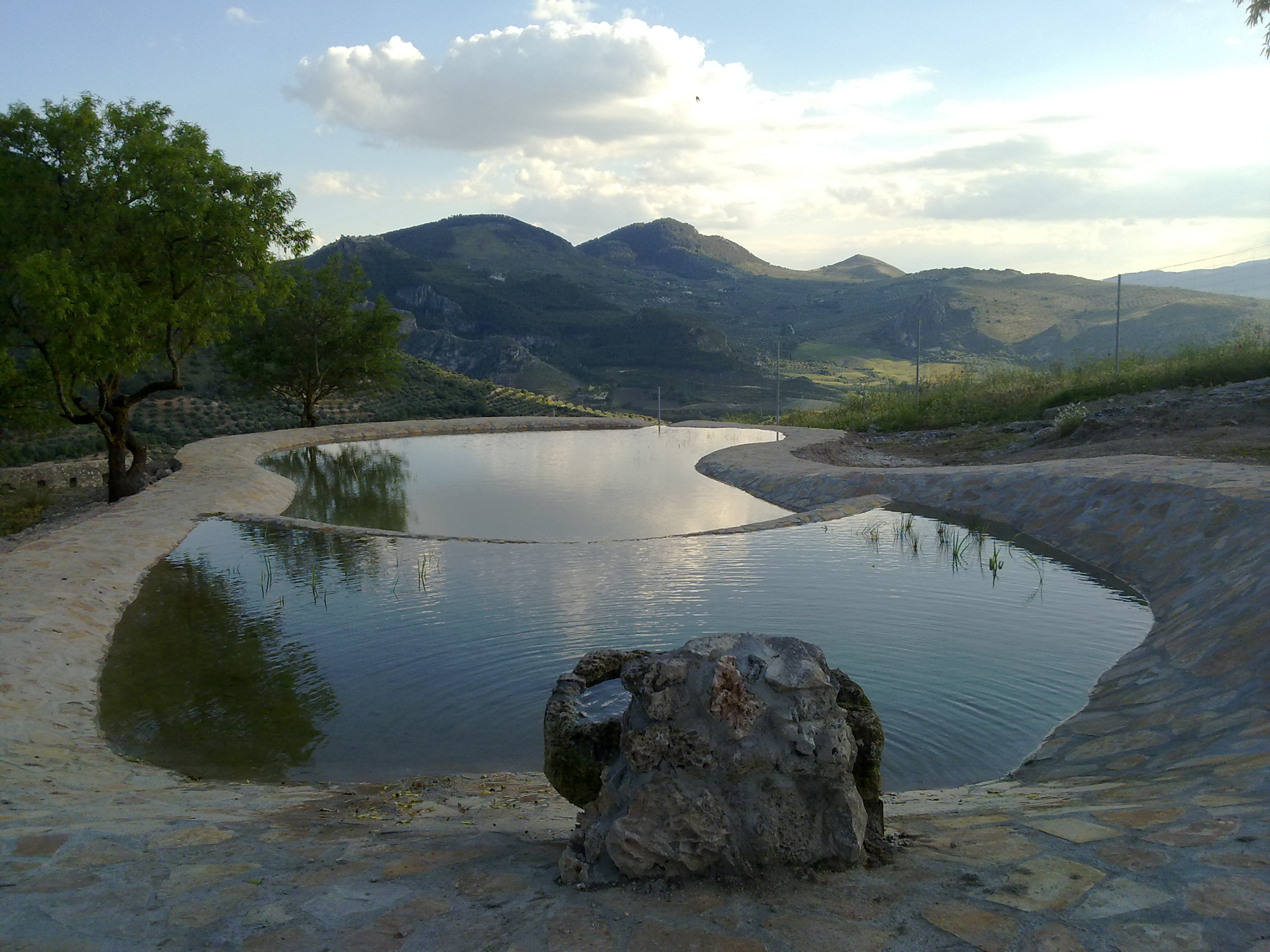
Lago de Tózar

## Historia
El nombre proviene de la época árabe, cuando se le denominaba "Tusar".[cita requerida] De ese periodo es también la atalaya que forma parte del entramado defensivo de la zona de Moclín, la Torre de las Porquerizas.
Los romanos dejaron igualmente su impronta: un silo en las afueras del pueblo, restos de cerámica y numerosas monedas. En su conjunto arqueológico se encuentran los restos de un dolmen de la Edad del Cobre y una necrópolis visigoda.
Queda demostrado documentalmente la existencia del topónimo "Tozar" al menos desde el siglo XV, al mencionarse este en un manuscrito que narra las hazañas de Don Miguel Lucas de Iranzo durante su estancia en Jaén, tras ser nombrado Condestable del Reino de Castilla por Enrique IV.
De la historia más reciente queda la memoria de las encarnizadas batallas que tuvieron lugar durante los tres años de guerra civil, y las numerosas trincheras que se pueden encontrar en los alrededores de Tózar.

## Demografía
Según el Instituto Nacional de Estadística de España, en el año 2024 Tózar contaba con 275 habitantes censados, lo que representa el 7,79% de la población total del municipio.

### Evolución de la población
| Gráfica de evolución demográfica de Tózar entre 2014 y 2024 |
|                                                             |
| Datos según el nomenclátor publicado por el INE.            |

## Cultura

### Fiestas
Tózar celebra sus fiestas populares en torno al 19 de marzo en honor a San José Obrero, el patrón del pueblo.
Cabe destacar la celebración de las tradicionales candelarias en la noche previa al 2 de febrero —día de la luz—, donde se hacen diversas hogueras formadas por palés, muebles viejos, etc, que van recogiendo los jóvenes durante las semanas anteriores. Esta costumbre está muy extendida por la zona centro-oeste de la provincia de Granada.

### Lugares de interés
En 2011 se construyó en Tózar un mirador donde se pueden ver la necrópolis medieval y los parapetos de la guerra civil española. Y junto a los parapetos, se ha creado un lago artificial.